# Gueorgui Tchitcherine
Pour les articles homonymes, voir Tchitcherine.
Gueorgui Vassilievitch Tchitchérine, en russe : Георгий Васильевич Чичерин (Geórgij Vasíl'jevič Čičérin), né le 12 novembre 1872 (24 novembre dans le calendrier grégorien) à Karaoul dans gouvernement de Tambov dans l'Empire russe et mort le 7 juillet 1936 à Moscou, est un révolutionnaire, homme politique et diplomate russe et soviétique. Il est l'un des premières figures importantes de la diplomatie soviétique et occupe le poste de commissaire du peuple aux affaires étrangères de 1918 à 1930.
Issu de la noblesse russe, il est un représentant éminent de l'intelligentsia russe du XIXe siècle. Il a travaillé dans sa jeunesse aux archives du ministère des affaires étrangères russes,. Opposé au régime tsariste, il est d'abord proche des socialistes révolutionnaires avant de devenir social-démocrate pendant son exil. Du côté des bolcheviks au début des conflits internes au sein du parti ouvrier social-démocrate de Russie (PSDOR), en 1905, après l'échec de la révolution russe de 1905, il rejoint les mencheviks. Entre 1907 et 1914, comme secrétaire du bureau central à l'étranger du POSDR, il est un opposant acerbe de Lénine et de ses partisans. Lié aux mouvements socialistes occidentaux, il en vient à être déçu de leur modération et de leur conservatisme, de même que de ceux des Mencheviks.
Il se trouve en France quand éclate la Première Guerre mondiale, et, plutôt que de retourner en Belgique, où il réside, il fuit en Grande-Bretagne pour échapper à l'avancée allemande. Après une phase de soutien momentané et ambigu à la guerre, il prend une position clairement internationaliste et s'oppose au conflit. Cela le fait se rapprocher des bolcheviks. Il passe la guerre, jusqu'en 1917, au Royaume-Uni, où il milite pour l'internationalisme et le pacifisme, tant auprès de l'émigration russe que des socialistes britanniques. Il est incarcéré par le gouvernement de Londres à cause de ses activités contre la guerre, mais le conseil des commissaires du peuple nommé après la révolution d'Octobre obtient sa libération à la fin de 1917.
Revenu en Russie, il est nommé premier vice-commissaire du peuple — vice-ministre — des affaires étrangères, et, peu après, commissaire. Architecte du développement du commissariat du peuple aux affaires étrangères (es), en tant qu'instrument du nouveau pouvoir, il se forge une excellente réputation de diplomate auprès de ses collègues européens. Il associe avec habilité les intérêts traditionnels de la Russie, grande puissance, avec la défense du socialisme et du système soviétique ; sans abandonner l'objectif d'extension du socialisme, il propose un cadre de relations pacifiques avec les puissances occidentales, et essaie d'éviter une alliance entre elles contre la Russie, en les divisant . Il contribue notablement à renforcer le gouvernement soviétique, pendant la longue période, de 1918 à 1930, où il a été à la tête du commissariat. Bien que n'appartenant pas au politburo du parti communiste, et ne décidant pas de la politique étrangère de l'URSS, son style marque cette décennie . Et dès le début de son mandat, il établit une relation étroite de collaboration avec Lénine, qui lui permet de résister à l'hostilité d'autres membres du parti. 
Entre 1921 et 1924, il parvient à ce que toutes les grandes puissances, à l'exception des États-Unis, reconnaissent officiellement le gouvernement soviétique. Considérant l'Allemagne comme la clé de la politique étrangère soviétique, il signe, au faîte de sa carrière diplomatique, le traité de Rapallo en 1922, qui met fin à l'isolement de l'URSS au sein des grandes puissances, et garantit la neutralité de l'Allemagne en cas de conflit avec elles. Pour Tchitchérine, une coupure entre l'Allemagne et les autres pays est un facteur de sécurité pour l'Union soviétique. Opposant résolu à l'impérialisme britannique, et considérant celui-ci comme le principal ennemi du pouvoir soviétique, il tente de l'affaiblir en fomentant des mouvements nationalistes et anticolonialistes en Asie, tout particulièrement après l'échec de la révolution en Europe, en 1923. Suspicieux sur les intentions des vainqueurs de la Première Guerre mondiale à l'égard de l'URSS, il préfère s'appuyer sur l'Allemagne, et rejette la Société des Nations, à laquelle il oppose une politique de traités bilatéraux de neutralité et de non-agression.
Il jouit d'une plus grande autonomie entre la mort de Lénine en 1924 et la victoire de Staline dans les affrontements internes au sein du parti communiste à la fin des années 1920. Il est écarté de la direction effective de la politique étrangère du pays à partir de 1928, tant en raison de problèmes de santé que de ses différends avec Staline, qui le relève de ses fonctions de commissaire du peuple en 1930. Malade et complètement retiré de la politique, il meurt à Moscou en 1936.

## Origine familiale et enfance

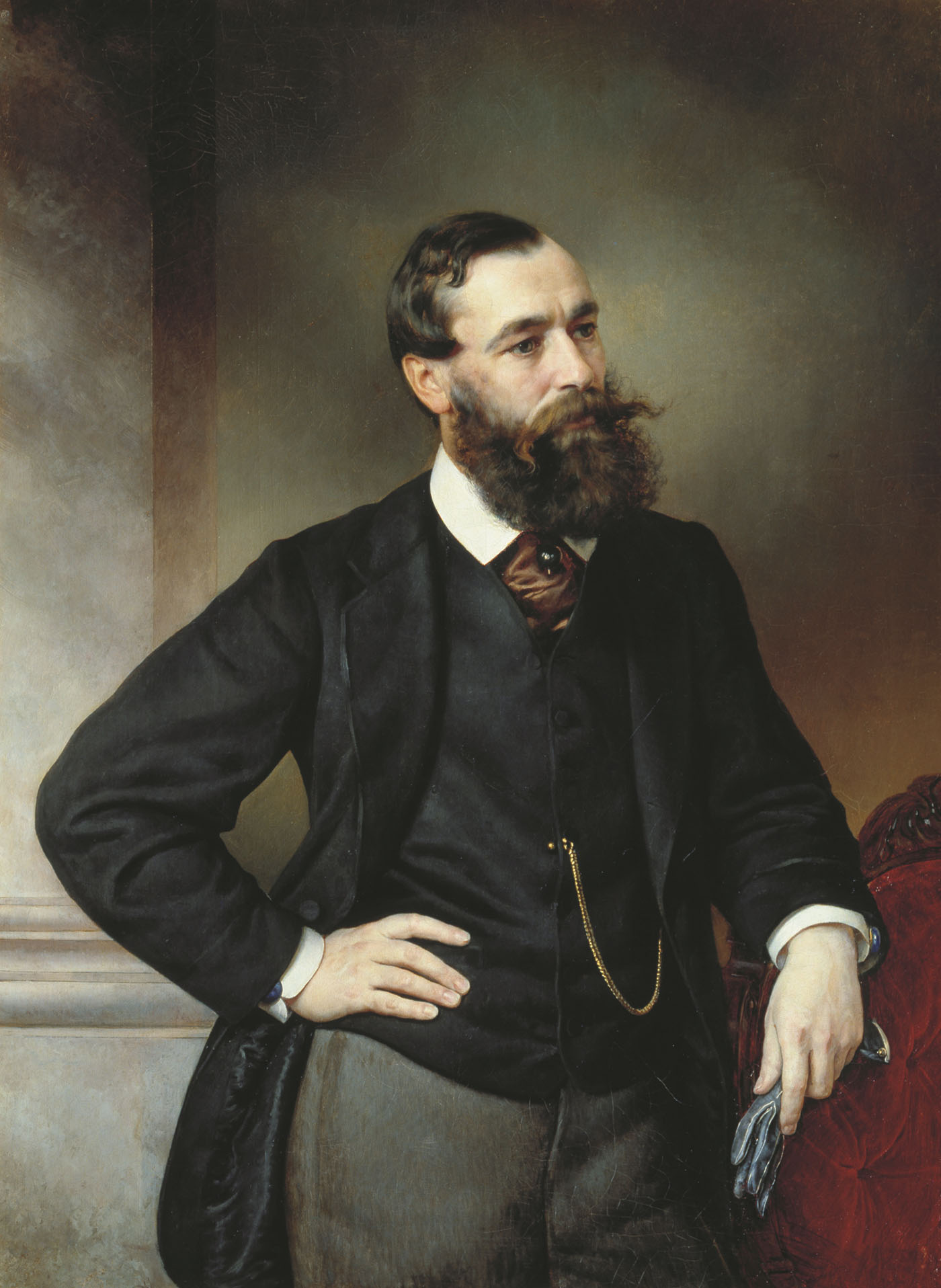
Boris Tchitcherine, libéral, adversaire du gouvernement de l'autocratie tsariste, et oncle de Tchitchérine.

Gueorgui Tchichérine naît en 1872, dans une famille de la vieille noblesse,,. Son aïeul Afanasi Thitcherini est arrivé en Russie en 1472 avec la suite de Sophie Paléologue, nièce du dernier empereur byzantin, Constantin XI, et seconde femme du grand-prince de Moscou Ivan III. La famille a eu d'importantes charges tant dans l'administration de la grande-principauté de Moscou, que de l'Empire russe, jusqu'au XIXe siècle : le grand-père de Tchitchérine, Nikolaï Vassilievitch, érudit et libéral, diplomate, a acheté la propriété de Karaoul où nait Gueorgui. Un de ses fils, Boris Nikolaïevitch, oncle de Gueorgui, est professeur de droit à l'université impériale de Moscou, et plus tard maire de la ville. Il est libéral, et opposé à l'autocratie. 
Un autre de ses fils, le père de Gueorgui, Vassilli Nikolaïevitch, embrasse la carrière diplomatique, et se marie en 1862 lorsqu'il est secrétaire à l'ambassade de Russie au royaume de Sardaigne avec la baronne Georgina Iegorovna Meïendorf, membre d'une des plus vieilles familles de la noblesse germano-balte russe,,. En 1865, lorsque Vassili est affecté à l'ambassade de Russie à Paris, nait le premier enfant du couple, Nikolaï. Alors qu'il va être nommé ambassadeur aux États-Unis, un incident le conduit à abandonner la carrière diplomatique et à se retirer dans la propriété familiale, près de Tambov,. Vassili Nikolaïevitch et sa femme sont membres d'une secte évangélique piétiste, donnée par lord Radstock, qui interdit entre autres conduites le duel, ce qui le conduit à refuser de se battre avec un proche de Georgina Iegorovna, et lui donne une réputation de lâche.
La famille s'installe en 1859 dans sa propriété de Pokrov, dans l'ouïezd de Kozlov. Gueorgui Tchitchérine nait durant un déplacement dans la propriété de son oncle Boris Nikolaïevitch à Karaoul, le 24 juillet 1872 (5 août dans le calendrier grégorien),. Le couple aura un troisième enfant, Sofía. Tchitchérine est un enfant aux grandes capacités intellectuelles, encouragé par son père, et qui profite de la riche bibliothèque familiale. Doué pour les langues, il parle anglais, français, allemand, italien, polonais et serbe en plus du russe,. Il maîtrise en fait les principales langues européennes et asiatiques,. Il développe très tôt un intérêt pour l'histoire,,. Son entourage familial est d'une piété intense, caractère qui s'accentue encore avec la mort de son père en 1882. Le réformisme social de la secte à laquelle appartiennent ses parents, qui conduit à sa dissolution par les autorités, le marque également fortement.

## Études

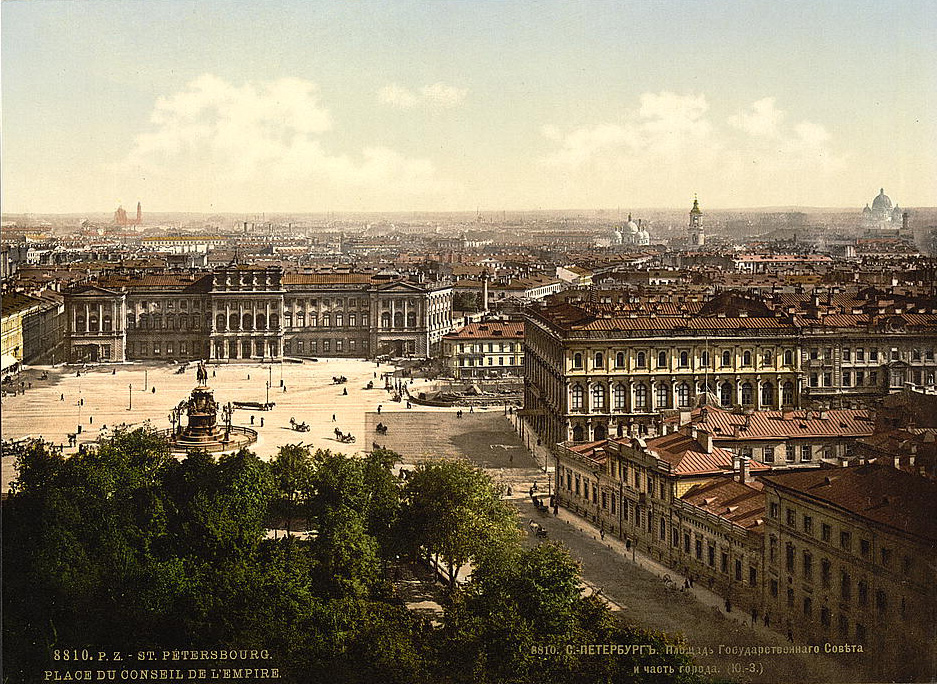
Saint-Pétersbourg, la capitale de l'Empire russe au tournant du siècle. Gueorgui Tchitchérine y arrive en 1886, y est étudiant à la faculté d'histoire, et plus tard y travaille au ministère des affaires étrangères, jusqu'à son départ en Europe de l'Ouest en 1904.

Enfant solitaire, avec peu de relations avec les enfants de son âge (il ne peut sortir de la maison familiale sans permission), il entre au lycée de Tambov en 1884, à 12 ans. Deux années auparavant, il a perdu son père, mort de la tuberculose, après avoir été longtemps malade. L'enfant est fasciné par l'histoire  et par la musique classique, en particulier les œuvres de Richard Wagner, Beethoven et Mozart), il apprend à jouer du piano avec aisance, et entretiendra ce gout pour la musique toute sa vie. Bon élève et d'une intelligence sortant de l'ordinaire, il montre vite un grand intérêt pour les matières les plus diverses.
En 1886, la famille emménage à Saint-Pétersbourg, où Georgina Iegorovna a des relations étroites avec la noblesse et peut donner une meilleure éducation à son fils. Gueorgui Tchitchérine, destiné au corps diplomatique malgré son repli sur lui-même et son rejet de la haute-société de la capitale, entre dans un des lycées de Saint-Pétersbourg, dont il sort en 1891 avec des notes excellentes. Il s'inscrit immédiatement à la faculté d'histoire de l'université d'État de Saint-Pétersbourg,, où il a à nouveau des résultats remarquables, et dont il est diplômé d'une licence d'histoire et de langue en 1895. Mais il montre aussi des interrogations profondes sur le sens de la vie, qui le conduisent à s'éloigner du piétisme familial et à chercher une philosophie qui l'oriente,. Il lit alors avec voracité des ouvrages philosophiques et politiques, et, à l'automne 1895, décide de se rendre en Europe occidentale, bien que la maladie de sa mère l'oblige à revenir en Russie en 1897,.

## Fonctionnaire au ministère des affaires étrangères
En janvier 1898, il commence. à travailler à la section des archives du ministère des affaires étrangères,,,. Son intérêt pour l'histoire, son rejet du milieu aristocratique dans lequel la carrière diplomatique à laquelle il parait destiné le plongerait, et ses incertitudes existentielles peuvent expliquer ce choix. Il se spécialise rapidement dans la diplomatie de l'époque d'Alexandre II,, et écrit une longue biographie de son ministre des affaires étrangères Alexandre Gortchakov, jamais publiée.
S'éloignant continument de son environnement familial et social, tout particulièrement après le décès de sa mère en 1887, il emménage près de la gare de Tsarkoïé Selo, un quartier relativement modeste de la capitale. Il se radicalise, et entre en relation avec des cellules socialistes-révolutionnaires,, dont il cache la littérature illégale dans son appartement . Il consacre son temps libre à la lecture des textes révolutionnaires, en particulier celles de Karl Marx et de Friedrich Engels. Il fréquente également l'écrivain Mikhaïl Kouzmine, homosexuel comme lui, auprès duquel il joue un rôle de mentor et de mécène, finançant son long voyage en Italie, et dont les qualités créatrices, qu'il regrette de ne pas avoir, l'impressionnent.
En 1904, il hérite d'une partie de la fortune de son oncle, Boris Tchitchérine ; ce dernier lui lègue une propriété dans le gouvernement de Tambov. Il s'investit idéologiquement et financièrement dans différents mouvements et activités révolutionnaires qui joueront un rôle durant la Révolution russe de 1905. De peur que la police ne découvre ses contacts avec les extrémistes, il décide, au printemps 1904, de demander une mission pour se rendre en Europe de l'Ouest. Il associe ce projet à l'idée de se soigner de son homosexualité,. Officiellement, il part en Allemagne comme un fonctionnaire en congé, pour recevoir un traitement dont il ne peut disposer en Russie.

## Période menchévique
À Berlin, il fait la connaissance de Karl Liebknecht avec lequel il se lie d'amitié. Par la suite, il adhère à la branche berlinoise du Parti ouvrier social-démocrate de Russie. Il est expulsé de Prusse à la fin de l'année 1907 et émigre à Paris avec la rédaction du journal Golos Social-Demokrata (La Voix sociale-démocrate), il est alors élu secrétaire général du POSDR à l'étranger. Menchevik convaincu, il devient un farouche adversaire de Lénine. À la suite d'une demande des Mencheviks il mène une enquête sur l'origine des fonds du parti bolchevik, dont il fut montré qu'ils provenaient en partie de vols de banque datant de 1908. L'affaire, dans laquelle Joseph Staline se trouve mêlé, fut étouffée. Continuant son combat pour l'unification de la social-démocratie russe, Tchitchérine adhère au Bloc d'août en 1912.

## Période bolchévique
À Paris, il entre à la XIVe section de la SFIO et noue des relations avec les mouvements de gauche du socialisme international, principalement l'Internationale de la jeunesse socialiste. Au commencement de la Première Guerre mondiale en 1914, Tchitchérine adopte une position pacifiste qui le rapproche de Lénine et des bolcheviks. Devenu internationaliste résolu après une brève hésitation, Tchitchérine rompt définitivement avec les Mencheviks et émigre en Angleterre. Il collabore alors régulièrement au journal de Trotski, Nache Slovo (« Nos Mots »), depuis Londres. Après la révolution de Février, il contribue à organiser le retour en Russie des émigrés révolutionnaires présents sur le sol anglais. Arrêté pour ses activités révolutionnaires en avril 1917, il est incarcéré à la prison de Brixton.
En 1917, après la Révolution d'Octobre, les Bolcheviks s'emparent du pouvoir en Russie. Sous l'égide de Trotski, le Sovnarkom obtient la libération de Tchitchérine le 3 janvier 1918 : il est échangé contre plusieurs ressortissants anglais détenus en Russie, dont l'ambassadeur britannique George Buchanan (en). De retour à Pétrograd, Tchitchérine adhère au parti bolchevik et devient l'adjoint de Trotski au commissariat du peuple aux Affaires étrangères.

## Diplomatie soviétique
Après l'échec des premières négociations de Brest-Litovsk, commencées le 22 décembre 1917, Lénine envoie Tchitchérine, au côté de Sokolnikov, mener la deuxième délégation soviétique. Le traité est signé le 3 mars 1918 et ratifié le 16 mars par le IVe congrès panrusse des soviets. Le 30 mai 1918 Tchitchérine remplace Trotski au commissariat du peuple aux Affaires étrangères. Dès lors, et ce jusqu'en 1927, il sera associé à toutes les initiatives et tentatives diplomatiques soviétiques. 
Les six mois qui suivirent la signature du traité de Brest-Litovsk sont caractérisés par une instabilité diplomatique ; l'Entente se trouvait rompue mais la paix nouvelle entre la Russie et l'Allemagne était totalement illusoire puisque aucun des cosignataires n'avait confiance en l'autre. Cela, d'une part, empêcha l'Allemagne d'en retirer tous les avantages escomptés et, d'autre part, donna l'espoir aux dirigeants alliés de réintégrer la Russie dans la guerre. La diplomatie soviétique dirigée par Tchitchérine s'affirma à cette époque en utilisant les trois atouts dont elle disposait : la force de sa propagande, son attitude ambigüe et l'absence d'unité entre ses adversaires.
Vers la fin de la guerre civile russe, au moment de la liquidation de la Makhnovchtchina par l'armée rouge, Tchitchérine tentera, sans succès, de faire extrader le « bandit » (en fait, anarchiste) Makhno alors réfugié en Roumanie.
En 1922, Tchitchérine participe à la conférence de Gênes et signe le traité de Rapallo avec l'Allemagne. Il développa par la suite une politique de rapprochement avec l'Allemagne au côté d'Ulrich von Brockdorff-Rantzau. Il mit fin à sa carrière en 1928 pour cause de maladie. Il fut remplacé officiellement par Maxim Litvinov en 1930. Oublié par ses contemporains, il fut réhabilité par l'URSS de Khrouchtchev. En novembre 1962 à l'occasion du quatre-vingt-dixième anniversaire de sa naissance, la Pravda et les Izveztia qui l'avaient presque ignoré en 1936, à sa mort, lui consacrèrent des longues notices élogieuses en sa qualité d'ancien compagnon de Lénine et de fin négociateur à la conférence de Gênes .

## Tchitchérine et l'«énigme» des Romanov
Son nom est étroitement lié aussi à une des grandes énigmes du XXe siècle qui depuis les années 1970-1980 divise les historiens et journalistes : la disparition du tsar Nicolas II Romanov, de sa femme à moitié allemande, Alix de Hesse, de leurs quatre filles, Olga Nikolaïevna, filleule de Guillaume II, Tatiana Nikolaïevna, Maria Nikolaïevna, Anastasia Nikolaïevna et de leur fils unique Alexis Nikolaïevitch, à Ekaterinbourg dans la nuit du 16 au 17 juillet 1918. Ainsi les journalistes Anthony Summers, et Tom Mangold en 1976-1980, les historiens Marina Grey, Marc Ferro, Michel Wartelle récusent l'idée généralement admise d'un massacre de la famille impériale russe dans la maison Ipatiev assuré en 1924 par le rapport du juge Sokolov et invoquent entre autres choses, une déclaration de Tchitchérine, formulée à la conférence de Gênes en avril 1922, qui en prenait presque complètement le contre-pied. Déjà avant eux en 1935, l'historien Essad Bey avait relevé la déclaration et de ce fait restait relativement prudent. Le commissaire soviétique avait alors dit : « Le tsar est mort ; je ne sais pas exactement ce qu'il est advenu de la tsarine et des enfants ; je pense qu'ils ont été transportés à l'étranger ». 
En 1982 un prétendant, petit-fils putatif de Maria Nikolaïevna Romanov, Alexis Durazzo, affirme qu'elle serait morte d'un cancer en Italie en 1970,. Alexis Durazzo lui attribue ces propos : « Nous autres communistes, avons abattu la tyrannie de votre famille, mais nous savons respecter la vie humaine »,. D'après Marc Ferro, Tchitchérine était apparenté à la tsarine et a pu facilement fabriquer à cette fille du tsar une fausse identité impériale, la comtesse Cécile Czapska, . La disparition de l'ancien tsar, Nicolas II Romanov, de sa femme et de leurs cinq enfants à Ekaterinbourg, dans la nuit du 16 au 17 juillet 1918 s'expliquerait par l'exécution unique du tsar, un transfert sous protection de la Tchéka à Perm d'abord puis à l'étranger, du reste de la famille (le tsarévitch Alexis excepté dont on n'a pas de nouvelles) les autorités bolcheviques tenant à l'échanger contre deux révolutionnaires spartakistes, Karl Liebknecht et Leo Jogiches emprisonnés en Allemagne jusqu'en octobre 1918,. En avril 1922 à la conférence de Gênes, en réponse à des journalistes convaincus de la théorie de la tuerie collective, mais l'interrogeant sur la responsabilité du gouvernement soviétique, Tchitchérine répond que le PCUS avait été informé de l'exécution unique du tsar consécutive à un complot visant à le libérer, que sans la demander, le parti l'avait après-coup approuvée ; mais que sa famille, dont il n'avait plus de nouvelles depuis la prise d'Ekaterinbourg par les Tchèques, du fait de la coupure des communications avec les autorités locales, devait avoir été transportée à l'étranger. D'après lui « les princesses » (c'est-à-dire la tsarine et ses quatre filles) étaient encore en vie, fondues dans la masse de l'émigration russe en Europe, à moins qu'elles ne soient en Amérique comme il croyait l'avoir lu dans la presse. 
L'ouverture des archives des chancelleries occidentales par Marina Grey puis par Marc Ferro nous montre un Tchitchérine ou d'autres bolcheviks négocier, entre la fin juillet à la mi-octobre 1918, avec les représentants de l'Empereur d'Allemagne, Guillaume II, du roi d'Espagne, Alphonse XIII, de la reine Wilhelmine des Pays-Bas et du pape Benoît XV sur la demande de ces derniers, l'avenir de « l'impératrice veuve », de ses quatre filles (mais sans intérêt apparent pour le fils unique, Alexis Nikolaïevitch) ; comme s'il était admis par tous ces acteurs qu'elles avaient toutes les cinq survécu à la mort du tsar . Ainsi d'après Marina Grey le 19 juillet 1918, Kurt Riezler, représentant de l'Allemagne, évoqua les cinq femmes Romanov, auprès de Tchitchérine. Ce dernier lui a répondu qu’à sa connaissance, l’ex-impératrice et les quatre grandes-duchesses avaient été transférées à Perm, qu’il n’était pas en mesure de garantir leur sécurité mais qu’il pensait qu’il ne leur arriverait rien de fâcheux, si elles ne se rendaient coupables d’aucun délit. Quant à leur libération, elle ne pouvait être envisagée que « conjointement au règlement d’autres problèmes.» « Tchitchérine sous-entendait non seulement leur échange avec Karl Liebknecht et Léo Jogiches, mais peut-être aussi l’assouplissement des clauses draconiennes du « honteux » traité de Brest-Litovsk qui continuaient à indigner des bolcheviks patriotes.» Le nom de la ville de Perm cité par Tchitchérine doit d'autant plus être pris en compte que le juge Sokolov dissimula dans la publication de son rapport en 1924 le fait que les cinq princesses - dont les cadavres n'avaient pas été retrouvés par les nouveaux occupants d'Ekaterinbourg - y auraient été vues toutes ensemble ou séparées en septembre 1918 par dix-huit témoins permois. 
Les sources découvertes par Marc Ferro, datant d'une période comprise entre le 1er et le 5 septembre 1918 documentent des entretiens entre Tchitchérine et le diplomate espagnol Fernando Gomez Contreras, tenus à Moscou. Fernando Gomez Contreras en rendit compte le lendemain 6 à Alphonse XIII en ces termes : « Je lui ai exposé le désir humanitaire de notre souverain, qu’il ne s’agit pas d’intervenir dans les affaires intérieures de la Russie et que la famille impériale restera confinée en Espagne et éloignée de toute politique. Le commissaire a commencé par montrer son mécontentement de ce que nous venons intercéder en faveur de ceux qui ont causé tant de mal au peuple ». Puis un peu plus tard le 15 septembre 1918: « Tchitchérine lui a dit qu’« il veillerait à apporter une solution à la situation des dames impériales dans le sens d’une libération ».
Le " mystère " semble levé à la fin du XXe siècle, en effet, en 1990, les corps de la famille impériale sont retrouvés et exhumés, puis identifiés par une analyse ADN. Deux corps manquent pendant un temps, celui du tsarévitch Alexis, 13 ans, et celui de l'une des filles, Marie.
Les corps auparavant introuvables des deux enfants du dernier tsar, Marie, 19 ans et Alexis, 13 ans, sont retrouvés en 2007 dans une forêt de l'Oural. Le 25 juin 2008, les tests ADN menés par une équipe de scientifiques russes démontrent que les ossements sont bien ceux du tsarévitch et de la grande-duchesse.
Le 30 avril 2008, Édouard Rossel, gouverneur de l'oblast de Sverdlovsk, déclare Le plus grand laboratoire génétique des États-Unis a confirmé leur identité, les corps retrouvés en août 2007, sont bien les corps des deux enfants du tsar Nicolas II, la princesse Maria et le tsarévitch Alexis […] Nous avons à présent retrouvé la famille au grand complet.
La diplomatie de Tchitcherine aurait été vraisemblablement une manœuvre pour éviter de ternir l'aura du jeune régime soviétique auprès des opinions occidentales. L'assassinat du tsar étant "acceptable "sur un plan politique tandis que celui de l'ensemble de la famille était susceptible de choquer par son caractère cruel. Mais l'affaire a été à nouveau relancée en 2018. Dans une émission télévisée, des experts de la gendarmerie française ont contesté la valeur scientifique de ces tests ADN sur des corps retrouvés plusieurs décennies après les décès . Par ailleurs les versions de Marc Ferro et Marina Grey ne reposent pas uniquement sur ces correspondances diplomatiques de Perm ; également sur un télégramme secret allemand du frère de la tsarine, Ernst de Hesse, daté du 27 septembre 1918 à sa sœur Victoria (résidente en Angleterre) et tenant de deux sources sûres qu'Alix et tous les enfants sont en vie ,.

## références
1. 1 2 3 4 5  Debo 1966, p. 651.
2. 1 2 3 4 5  O'Connor 1988, p. 169.
3. ↑  Debo 1964, p. 49.
4. ↑  Debo 1964, p. 55.
5. ↑  Debo 1964, p. 58.
6. 1 2 3  Debo 1964, p. 383.
7. 1 2  O'Connor 1988, p. 76.
8. ↑  Debo 1964, p. 384.
9. ↑  Jackson et Devlin 1989, p. 119-120.
10. ↑  Debo 1964, p. 385-386.
11. 1 2 3  O'Connor 1988, p. 170.
12. ↑  O'Connor 1988, p. 168.
13. 1 2  Deutscher 1997, p. 222.
14. 1 2 3 4 5 6  Andreyev 2003, p. 76.
15. 1 2 3  O'Connor 1988, p. 3.
16. 1 2 3 4 5  Debo 1964, p. 2.
17. 1 2 3 4 5 6 7  Jackson et Devlin 1989, p. 119.
18. 1 2 3  O'Connor 1988, p. 4.
19. 1 2  Meyendorff 1971, p. 175.
20. 1 2 3 4 5 6  Von Laue 1953, p. 250.
21. 1 2  Debo 1964, p. 3.
22. 1 2 3 4 5  O'Connor 1988, p. 5.
23. 1 2 3  Debo 1964, p. 4.
24. 1 2 3  Meyendorff 1971, p. 173.
25. 1 2  O'Connor 1988, p. 6.
26. 1 2  Debo 1964, p. 8.
27. ↑  G. Gorodetsky. Soviet Foreign Policy 1917-1991: A Retrospective, Routledge, 1994,  (ISBN 0-7146-4506-0), p.23
28. ↑  O'Connor 1988, p. 6-7.
29. ↑  Von Laue 1953, p. 249.
30. ↑  Debo 1964, p. 5.
31. 1 2  Debo 1964, p. 6-7.
32. 1 2 3 4  O'Connor 1988, p. 7.
33. ↑  Debo 1964, p. 6.
34. ↑  O'Connor 1988, p. 7-8.
35. 1 2  O'Connor 1988, p. 8.
36. ↑  Debo 1964, p. 8-9.
37. ↑  O'Connor 1988, p. 8-9.
38. 1 2  Debo 1964, p. 9.
39. ↑  Meyendorff 1971, p. 174.
40. 1 2  O'Connor 1988, p. 9.
41. 1 2 3  Debo 1964, p. 13.
42. ↑  Debo 1964, p. 10.
43. 1 2 3 4  O'Connor 1988, p. 11.
44. ↑  Debo 1964, p. 11.
45. ↑  Gerard Conio, « Tchitchérine, Mozart et la révolution », dans Guéorgui Tchitchérine, Mozart, L'âge d'homme, 2003 (ISBN 9782825118269, lire en ligne), p. 228-239
46. ↑  Debo 1964, p. 12-13.
47. ↑  André Pierre, "La réhabilitation de Tchitchérine", Le Monde diplomatique, janvier 1963.
48. ↑  Anthony Summers et Tom Mangold, Le dossier Romanov, Paris, 1980, 396 p. (ISBN 978-2-226-00872-5).
49. ↑  Essad Bey, Devant la Révolution la vie et le règne de Nicolas II, Paris, Payot, 1935.
50. ↑  Alexis Durazzo, Moi Alexis arrière-petit-fils du tsar Nicolas II, Paris, 1982.
51. ↑  Michel Wartelle, L'affaire Romanov ou les mystères de la maison d'Ipatiev, Paris, 2007.
52. ↑  Alexis Durazzo, Moi Alexis arrière-petit-fils du tsar Nicolas II, Paris, 1982, p. 180.
53. ↑  Marc Ferro, La vérité sur la tragédie des Romanov, l'impératrice et les grandes duchesses ont survécu, Paris, Tallandier, 2012, p. 149.
54. ↑  Ferro 2012.
55. 1 2  Wartelle 2007, p. 85.
56. ↑  Marc Ferro, Nicolas II, Paris, 1990.
57. ↑  Ferro 1990.
58. ↑  Ferro 1990, p. 141-149.
59. ↑  Marina Grey, Enquête sur le massacre des Romanov, Paris, 1987, p.154.
60. ↑  Ferro 2012, p. 143-144.
61. ↑   "Romanov la contre-enquête" chaîne Histoire, 26 décembre 2018
62. ↑  Ferro 2012, p. 195.
63. ↑  Grey 1987, p. 153.

#### En français
- Jean-David Avenel, Interventions alliées pendant la guerre civile russe : 1918-1920, France, Economica, 2010, 2e éd., 234 p. (ISBN 978-2-7178-5972-0)

#### En anglais
- (en) Alexandre Andreyev, Soviet Russia and Tibet : The Debacle of Secret Diplomacy, 1918-1930s, Brill Academic Publishers, 2003, 433 p. (ISBN 978-90-04-12952-8, lire en ligne)
- (en) Richard Kent Debo, « The Making of a Bolshevik: Georgii Chicherin in England 1914-1918 », Slavic Review, vol. 25, no 4,‎ 1966, p. 651-662 (lire en ligne)
- (en) Richard Kent Debo, George Chicherin : Soviet Russia's second Foreign Commissar, University of Nebraska, 1964, pdf (OCLC 33387881)
- (en) Isaac Deutscher, The Prophet Armed : Trotsky, 1879-1921, Replica Books, 1997, 540 p. (ISBN 978-0-7351-0014-5, lire en ligne)
- (en) Harvey L. Dyck, « German-Soviet Relations and the Anglo-Soviet Break, 1927 », Slavic Review, vol. 25, no 1,‎ 1966, p. 67-83 (lire en ligne)
- (en) Wayne R. Dynes, History of Homosexuality in Europe and America, Taylor & Francis, 1992, 420 p. (ISBN 978-0-8153-0550-7, lire en ligne)
- (en) Jonathan Haslam, Soviet Foreign Policy, 1930-33 : The Impact of the Depression, Palgrave Macmillan, 1983, 172 p. (ISBN 978-0-333-30049-7)
- (en) George Jackson et Robert Devlin, Dictionary of the Russian Revolution, Greenwood Press, 1989, 722 p. (ISBN 978-0-313-21131-7)
- (en) Roy Aleksandrovich Medvedev, Let history judge : the origins and consequences of Stalinism, 1971, 566 p. (ISBN 978-0-394-44645-5)
- (en) Alexander Meyendorff, « My Cousin, Foreign Commissar Chicherin », Russian Review, vol. 30, no 2,‎ 1971, p. 173-178 (lire en ligne)
- (en) Timothy Edward O'Connor, Diplomacy and Revolution : G.V. Chicherin and Soviet Foreign Affairs, 1918-1930, Iowa State University Press, 1988, 250 p. (ISBN 978-0-8138-0367-8)
- (en) John P. Sontag, « The Soviet War Scare of 1926-27 », Russian Review, vol. 34, no 1,‎ 1975, p. 66-77 (lire en ligne)
- (en) Theodore H. Von Laue, « Soviet Diplomacy: G. V. Chicherin, People's Commissar for Foreign Affairs, 1918–1930 », dans The Diplomats, 1919–1939, Princeton University Press, 1953, 700 p. (ISBN 9780691036601, lire en ligne)